# Luuk Balkestein

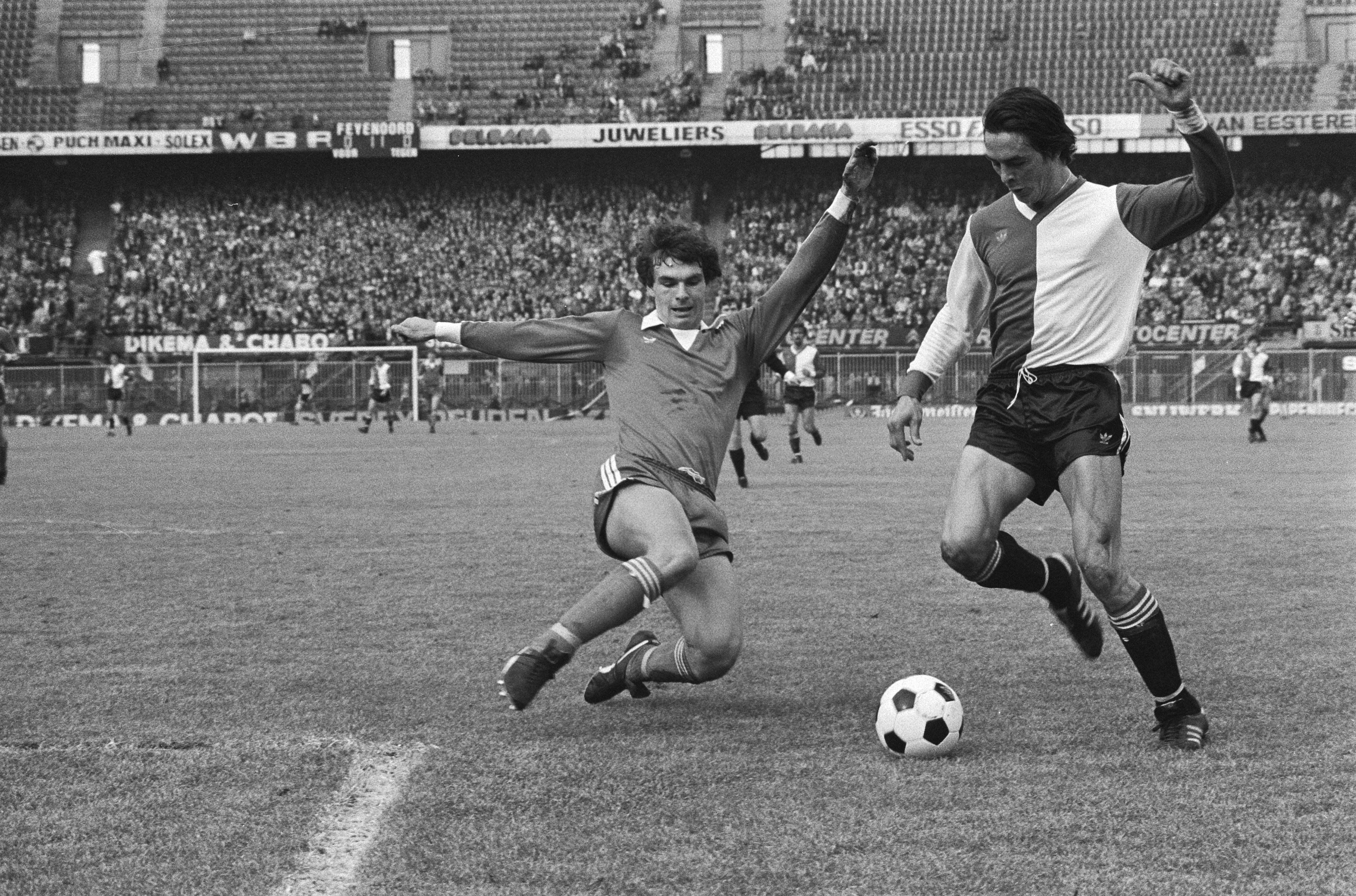
Luuk Balkestein (links) und Jan Peters 1979

Luuk Balkestein (* 9. April 1954 in Apeldoorn) ist ein ehemaliger niederländischer Fußballspieler.
Der Verteidiger stieg als Stammspieler in der ersten Elf 1975 mit Sparta Rotterdam in die Eredivisie auf. In fünf Spielzeiten war er für Sparta in der höchsten Spielklasse 158-mal im Einsatz, dabei erzielte er sechs Tore. Anschließend wechselte er 1980 zum Lokalrivalen Feyenoord, bei dem er in zwei Saisons nur noch 17-mal auflief und dabei drei Tore erzielte. Mit Feyenoord spielte er auch fünfmal im Europapokal und einmal im UEFA-Pokalwettbewerb. Beim Spiel im UEFA-Cup bei Dynamo Dresden am 4. November 1981 erzielte er sein einziges Tor in einem internationalen Wettbewerb: sein 1:1-Ausgleich in der 90. Minute bedeutete das Weiterkommen für Feyenoord und das Aus für den DDR-Vertreter.
Kurz vor seinem Wechsel zu Feyenoord wurde er ein einziges Mal in die niederländische Nationalmannschaft berufen. Am 26. März 1980 spielte er beim 0:0 in Paris eine Halbzeit lang gegen Frankreich, wurde allerdings in der Pause gegen Willy van de Kerkhof ausgewechselt.
Von 1995 bis 2001 war Balkestein Scout beim sc Heerenveen, seither ist er in gleicher Funktion beim deutschen Erstligisten Borussia Mönchengladbach tätig.
Sein Sohn Pim Balkestein spielt ebenfalls Fußball; in der Saison 2010/11 steht er beim Brentford FC unter Vertrag.